# Louis-Charles-César Le Tellier, vévoda d'Estrées
Louis-Charles-César Le Tellier, vévoda d'Estrées (Louis Charles César Le Tellier, duc d'Estrées, marquis de Courtanvaux, baron de Montmirail, baron de Tigecourt, chevalier de Louvois) (2. července 1695, Paříž, Francie – 2. ledna 1771, Paříž, Francie) byl francouzský vojevůdce a státník 18. století. Jako příslušník vysoké šlechty prodělal rychlou kariéru v armádě, v roce 1739 přijal příjmení a tituly vymřelého spřízněného rodu d'Estrées. Za sedmileté války dosáhl hodnosti maršála Francie (1757) a byl vrchním velitelem v Německu. Z funkce vrchního velitele byl v roce 1758 odvolán, ale stal se státním ministrem a v roce 1763 obdržel titul vévody.

## Životopis
Pocházel z pařížské rodiny, která byla v roce 1574 povýšena do šlechtického stavu, narodil se jako mladší syn Michela Le Telliera, markýze de Courtanvaux (1663–1721), po matce byl spřízněn s významnou rodinou d'Estrées. Po otci byl vnukem ministra války z doby Ludvíka XIV., markýze Louvoise. Od mládí sloužil v armádě, zúčastnil se války o polské dědictví. Po smrti strýce maršála d'Estrées převzal jeho dědictví a získal titul hraběte d'Estrées (1739). Za války o rakouské dědictví se jako generálporučík vyznamenal v bitvě u Fontenoy. V roce 1746 obdržel Řád sv. Ducha, později byl generálním inspektorem jezdectva a jako vrchní velitel jízdy se v závěru války o rakouské dědictví vyznamenal v Nizozemí. Na počátku sedmileté války dosáhl hodnosti maršála Francie (1757) a stal se vrchním velitelem Grande Armée v Německu, krátce poté zvítězil nad Fridrichem II. v bitvě u Hastenbecku. Z Francie byl poté kritizován pro příliš pomalý postup a na nátlak dvora musel přenechat vrchní velení maršálovi de Richelieu, nadále se ale zúčastnil války. Od roku 1758 byl státním ministrem a v roce 1763 získal titul vévody d'Estrées.
Byl dvakrát ženatý, ale neměl žádné potomstvo, jeho úmrtím zanikl titul vévody d'Estrées. Jeho druhou manželkou byla sestřenice Adélaide Brûlart de Sillery (1725–1786), dcera ministra zahraničí markýze de Sillery. V hlavní rodové větvi markýzů de Louvois rod vymřel v roce 1844.